# 妥布特罗
妥布特罗（INN：tulobuterol），或译妥洛特罗，是一种长效β2肾上腺素受体激动剂，在日本以微针贴片形式销售，商品名为Hokunalin tape（ホクナリンテープ）。
目前，它仅在7个国家合法销售：日本、德国、中国、韩国、孟加拉国、巴基斯坦和委内瑞拉。它在印度也有售。